# Exechia shitiakevora
Exechia shitiakevora är en tvåvingeart som beskrevs av Toyohi Okada 1939. Exechia shitiakevora ingår i släktet Exechia och familjen svampmyggor. Inga underarter finns listade i Catalogue of Life.